# Bohdan Semenowicz Sapieha
Pour les articles homonymes, voir Bohdan Sapieha et Maison Sapieha.
Bohdan Semenowicz Sapieha, né avant 1449, mort après 1513, fondateur de la lignée Sapieha-Różańscy.

## Biographie
Bohdan est le fils aîné de Semen Sopiha, secrétaire de Casimir IV Jagellon, fondateur de la famille Sapieha.
En 1504 il est envoyé à Moscou pour rencontrer Ivan III. Il y rentourne en 1507 accompagné de Jean Radziwiłł pour annoncer à Vassili III l'élection de Sigismond Ier. Il est capturé par Michał Gliński qui le retient prisonnier jusqu'à la fin de l'année 1508, après l'intervention de Sigismond Ier.

## Descendance
- Iwan Bohdanowicz (vers 1480-1546), voïvode de Vitebsk.
- Jan Sapieha (né en 1529/1531),
- Theodore Sapieha (jusqu'à 1534),
- Bogdana Sapieha, épouse de Roman Drucki-Liubecki, puis de Jan Steczkowicz Dołubowski (pl)
- Anna Sapieha, épouse de Jacob Kuncevičius puis de Olechno Skoruta